# Sybille Reider

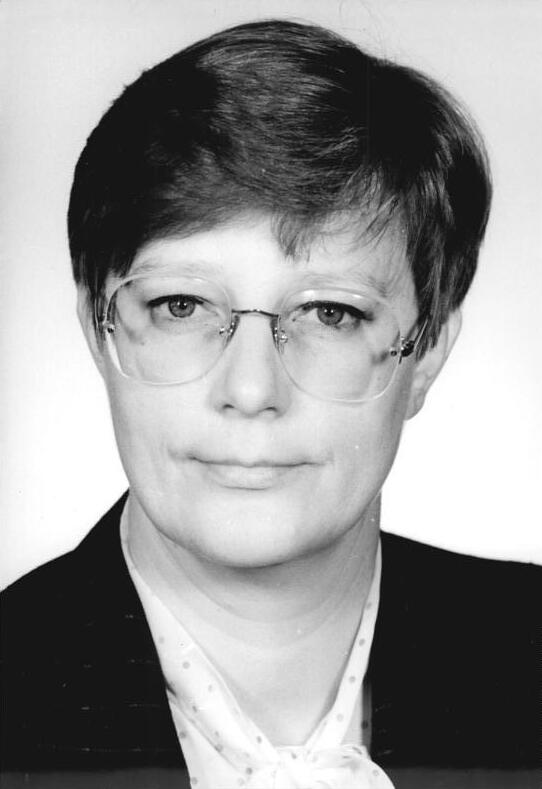
Sybille Reider 1990

Sybille Reider (geborene Gärtner; * 8. Oktober 1949 in Wengelsdorf) ist eine ehemalige deutsche Politikerin (bis 1990  SPD, seitdem parteilos).

## Leben
Nach einer Ausbildung zur Krankenschwester und einem Jurastudium an der Martin-Luther-Universität Halle war Reider 1972 bis 1980 Justitiarin der Leipziger Interhotels und im Anschluss bis März 1990 Juradozentin an der Fachschule für Hotel- und Gaststättenwesen ebenfalls in Leipzig.
Bei der Volkskammerwahl 1990 kandidierte sie im Wahlkreis 07 (Halle) auf Listenplatz 2 erfolgreich für die SPD und wurde Mitglied der Volkskammer. In der letzten Regierung der DDR bekleidete sie in der Regierung de Maizière den Ministerposten für Handel und Tourismus. Aufgrund des Austritts der SPD aus der DDR-Regierungskoalition stellte sie im August 1990 ihr Amt zur Verfügung. Kommissarischer Nachfolger im Amt wurde Lothar Engel. Nach der Wiedervereinigung Deutschlands verließ sie, frustriert von Fraktionszwang und Westberatern, die SPD.
Sie war seit 2001 ehrenamtliche Bürgermeisterin und ist heute Ortsbürgermeisterin in Wengelsdorf. Außerdem arbeitete sie als Geschäftsführerin im Bauunternehmen ihres Mannes.